# Vauxrenard
Vauxrenard ist eine französische Gemeinde  mit 315 Einwohnern (Stand: 1. Januar 2022) im Département Rhône in der Region Auvergne-Rhône-Alpes. Sie gehört zum Arrondissement Villefranche-sur-Saône und zum Kanton Belleville-en-Beaujolais.

## Geographie
Hier entspringt das Flüsschen Mauvaise, das zur Saône entwässert.
Umgeben wird Vauxrenard von 
- Deux-Grosnes mit Ouroux im Westen und Saint-Jacques-des-Arrêts im Norden,
- Émeringes im Osten,
- Fleurie im Südosten,
- Chiroubles im Süden.

## Bevölkerungsentwicklung
In den letzten zweihundert Jahren hat die Anzahl der „Varnaudis“ massiv abgenommen. Vor allem in der ersten Hälfte des 20. Jahrhunderts war ein großer Verlust zu verzeichnen.
| Jahr                       | 1936 | 1946 | 1954 | 1962 | 1968 | 1975 | 1982 | 1990 | 1999 | 2006 | 2011 | 2012 |
| Einwohner                  | 482  | 430  | 375  | 334  | 318  | 288  | 232  | 226  | 275  | 304  | 322  | 315  |
| Quellen: Cassini und INSEE |      |      |      |      |      |      |      |      |      |      |      |      |

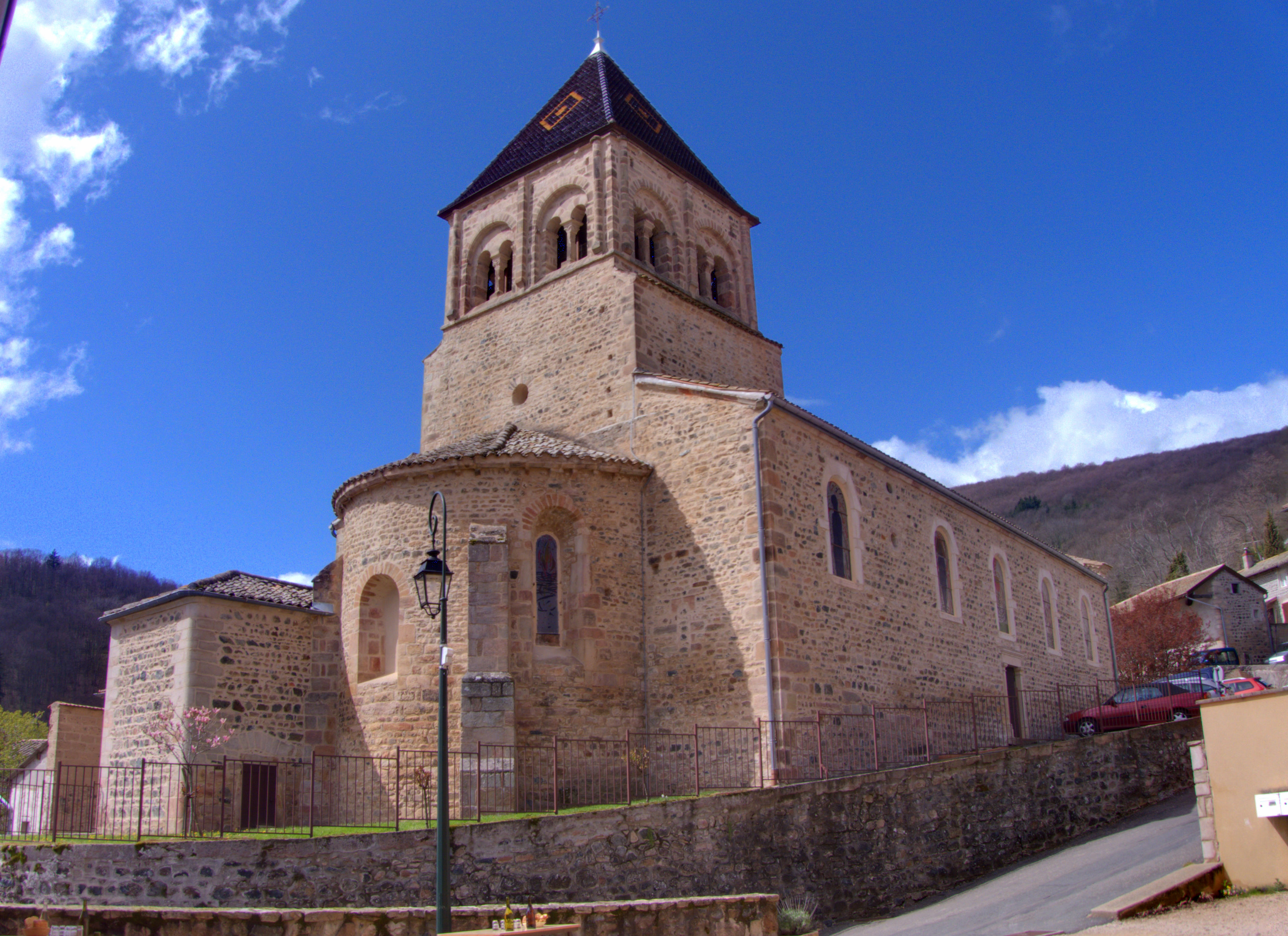
Kirche Saint-Martin
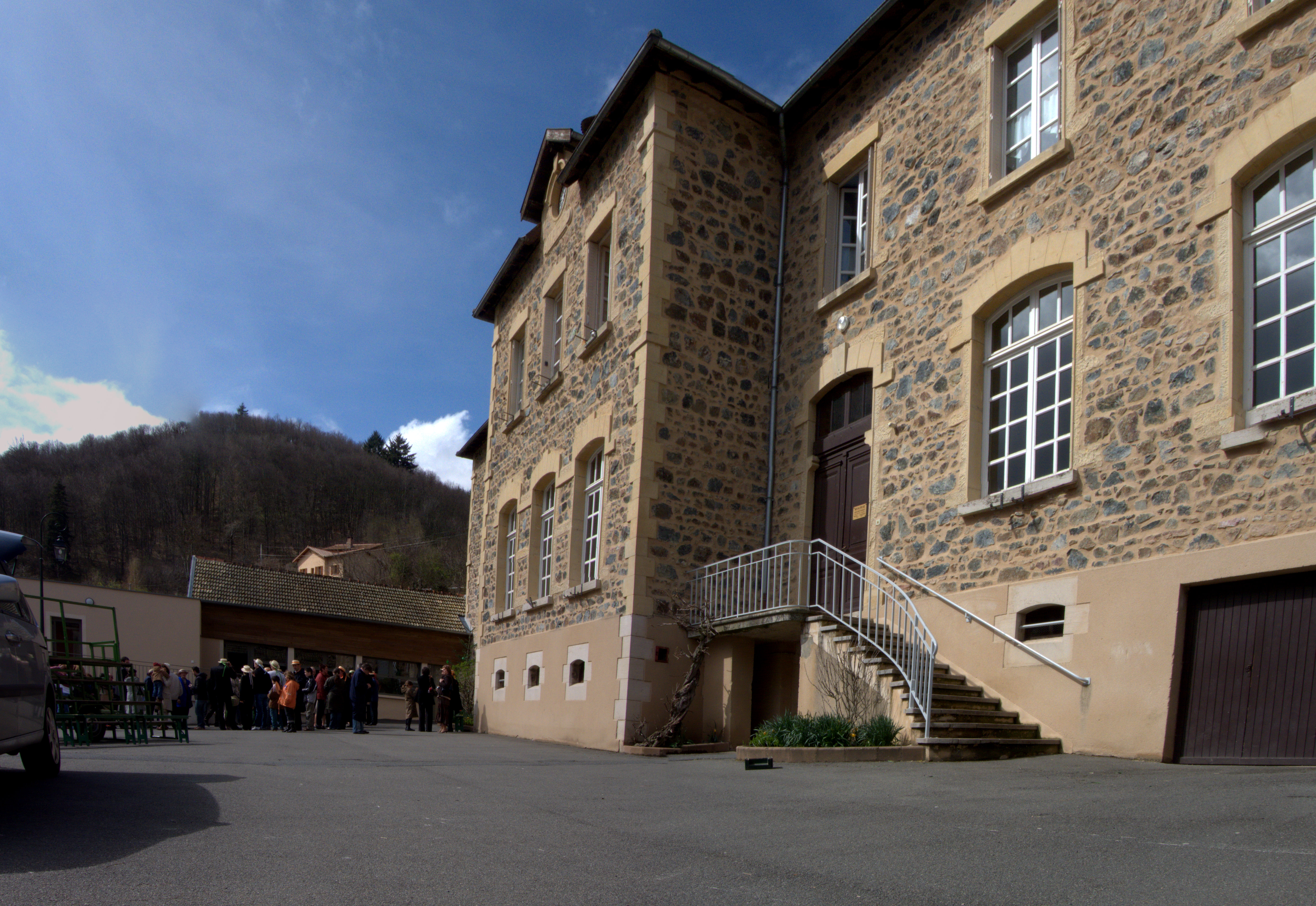
Gemeindeverwaltung
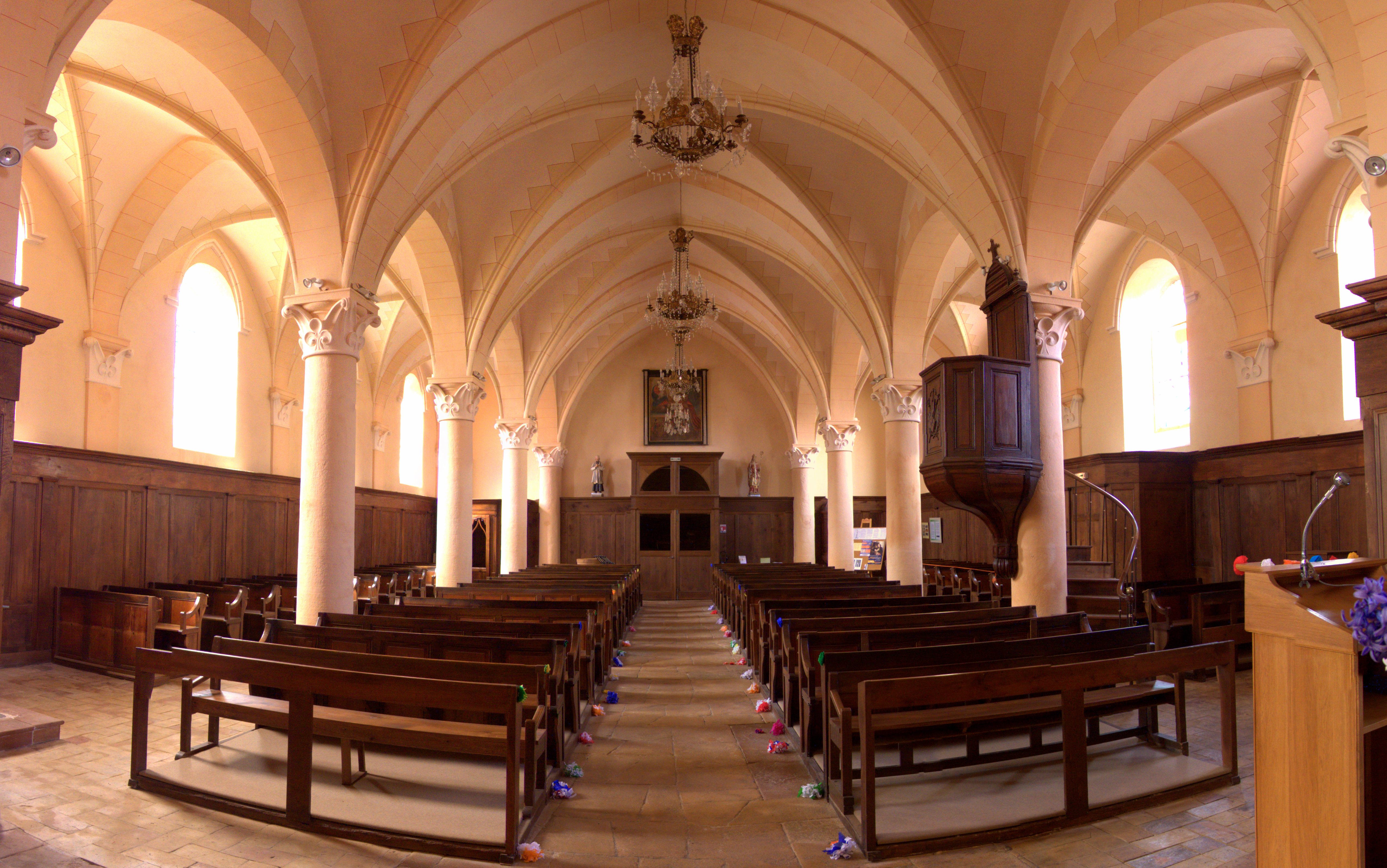
Inneres der Kirche Saint-Martin

## Weblinks

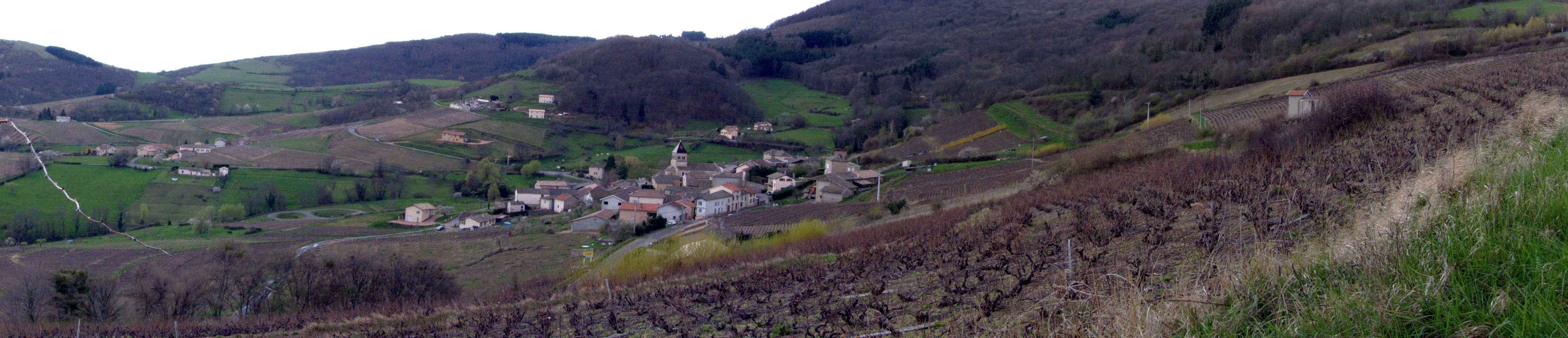
Panorama-Ansicht des Dorfes